# Odontopera aidna
Odontopera aidna är en fjärilsart som beskrevs av Louis Beethoven Prout 1935. Odontopera aidna ingår i släktet Odontopera och familjen mätare. Inga underarter finns listade i Catalogue of Life.